# 高道悦
高道悦（5世纪？—496年），字文欣，辽东郡新昌县（今辽宁省海城市东北）人，南北朝北魏官员，高玄起之子。

## 生平
高道悦年轻时曾任中书学生、侍御主文中散。很久后，转任治书侍御史，加授谏议大夫。魏孝文帝为发动南征，在秦州、雍州征兵，并计划在秋季在洛阳集结大军。由于使者治书御史薛聪、侍御主文中散元志等人延误了集结时间，高道悦列举他们的罪状上奏。此外，他还弹劾任城王元澄、尚书左丞公孙良等高官的罪过，其忠诚气节得到孝文帝的赞赏。孝文帝前往邺城时，高道悦兼任御史中尉，负责留守洛阳。孝文帝原本打算经水路前往邺城，高道悦劝谏并建议走陆路，孝文帝采纳了他的意见。之后，他转任太子中庶子。太和二十年（496年）秋，孝文帝前往中岳嵩山，皇太子元恂本应进入洛阳的金墉城，却违抗命令，企图返回旧都平城。高道悦因多次劝谏元恂，触怒了元恂，最终在宫中被杀害。朝廷追赠他为散骑常侍、营州刺史，谥号贞侯。

## 子女
- 高显族，长子，曾任给事中、右军将军。
- 高敬猷：历任员外散骑侍郎、殿中侍御史、给事中、轻车将军、奉车都尉。曾在萧宝寅麾下担任骠骑司马，跟随其西征。当萧宝寅计划叛乱时，高敬猷与封伟伯等人想要拘捕萧宝寅，因消息泄露而被杀害。